# Imperia
Imperia este un oraș în regiunea Liguria, Italia.
Orașul a fost format în anul 1923 prin acorparea administrativă orașelor Oneglia și Porto Maurizio (localități respectiv la stângă și la dreaptă râului Impero), sediul primăriei este pe via Aurelia la jumătate de drum printe orașelor.
În trecut, Oneglia a fost partea orașului care se ocupa cu industria alimentară (mai ales uleiul de măsline și pasta), în timp ce Porto Maurizio era zona pescuitului și a turismului; acum orașul muncește mai ales cu industria serviciilor.
Dialectul principal este limba ligură, cu mice variante de termeni și pronunță printre cartierul Porto Maurizio (mult mai asemănător cu intemelio, dialectul vorbit la Ventimiglia, la San Remo și la Monaco) și cartierul Oneglia, unde secole sub domnia Piemontului a lăsat urme în accentuarea cuvintelor și în lexicul. Începund din ani '70, cu răspândirea înmigrației interne (mai ales din sudul Italiei), folosirea dialectului și-a amestecat cu multe termene italiane, apoi s-a redus, fiind folosit, în oraș, numai de popolația mai în vârstă. Rămâne totuși folosită în localitățile mai mice a comunei, unde tradicțiile au rămas mai vie.

## Galerie

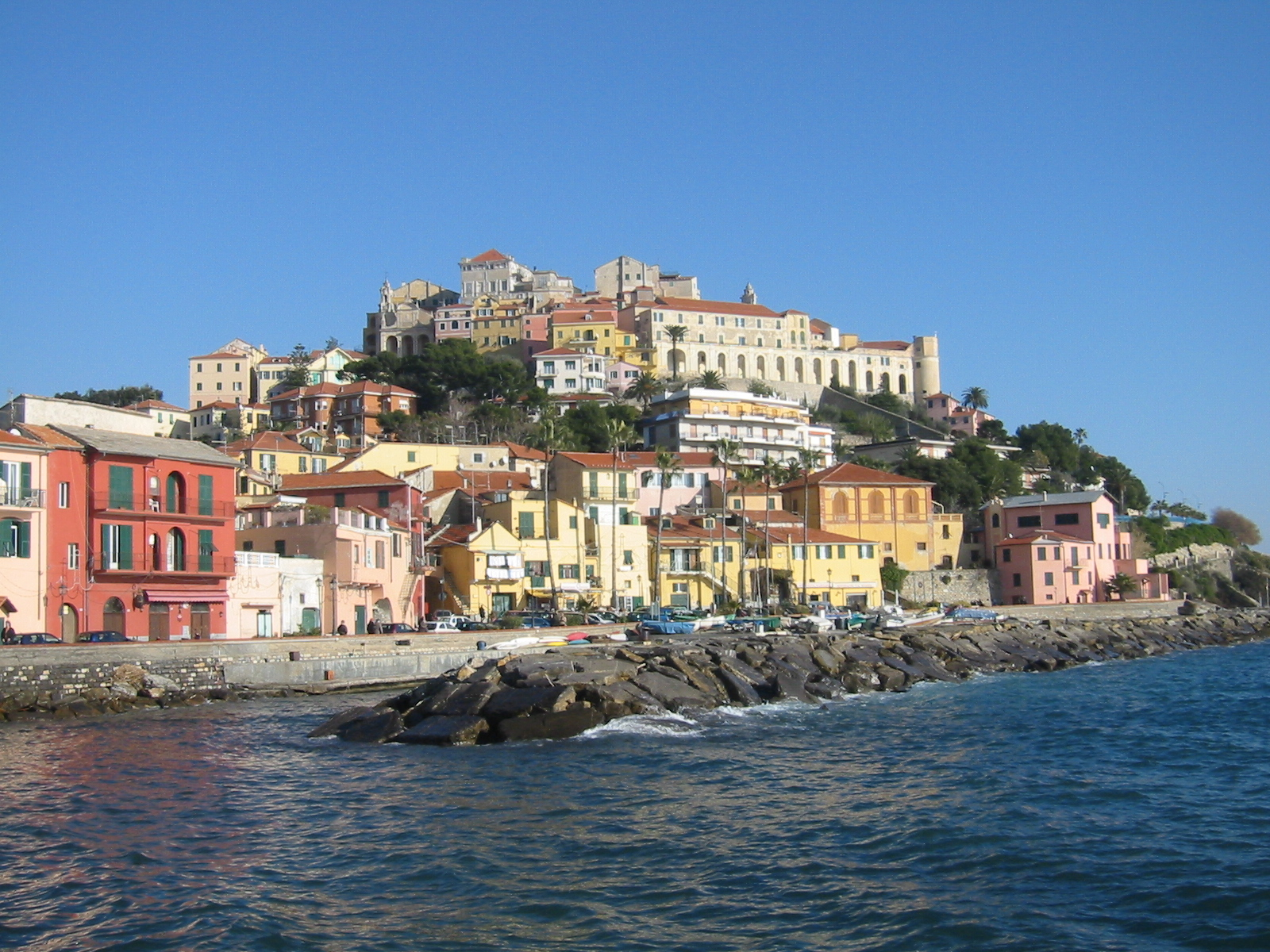
Imperia, zona Porto Maurizio
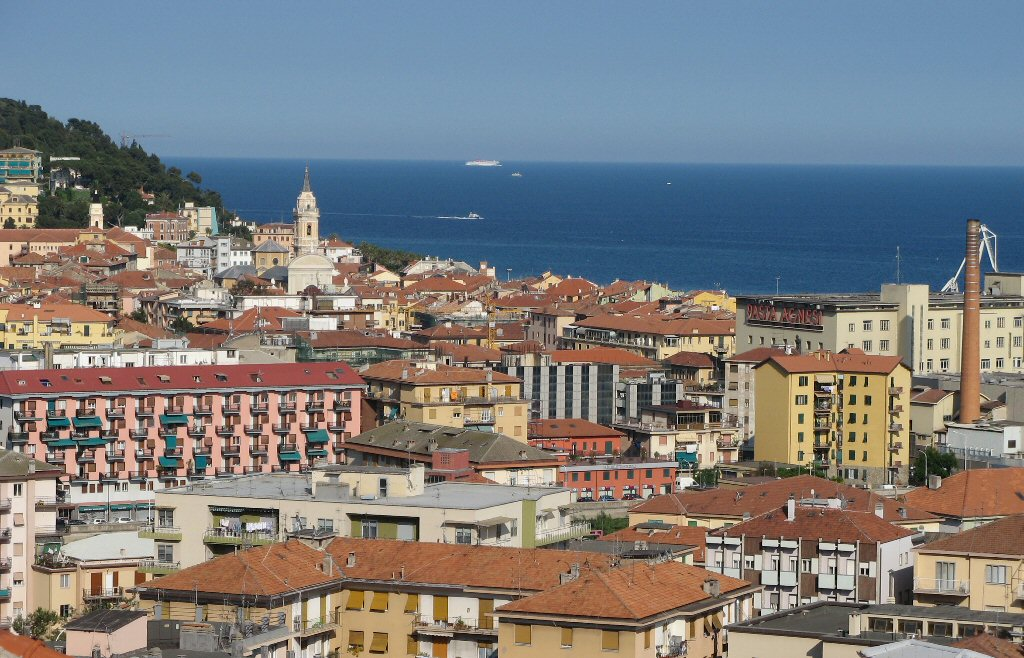
Imperia, zona Oneglia
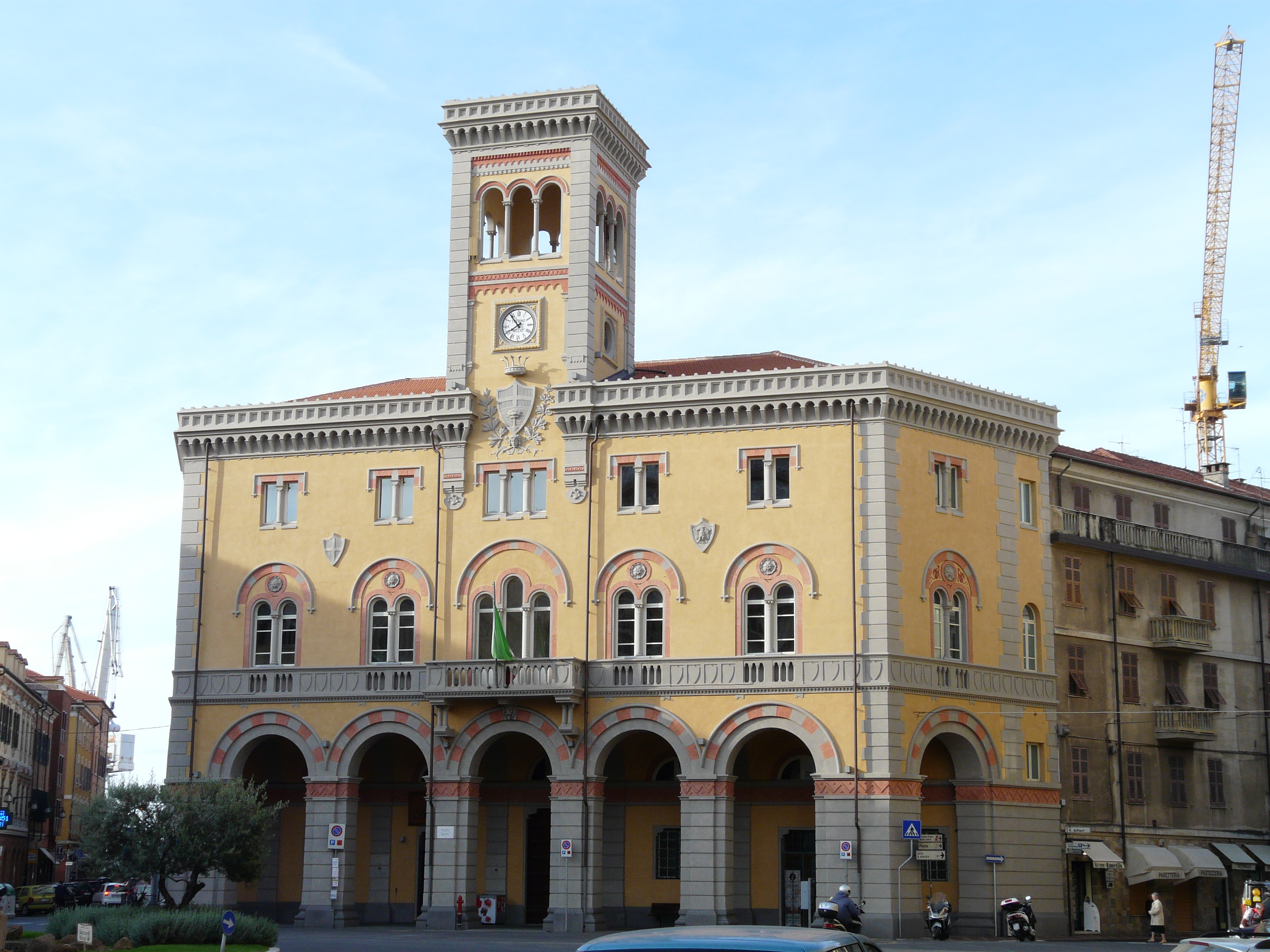
Fostă primărie
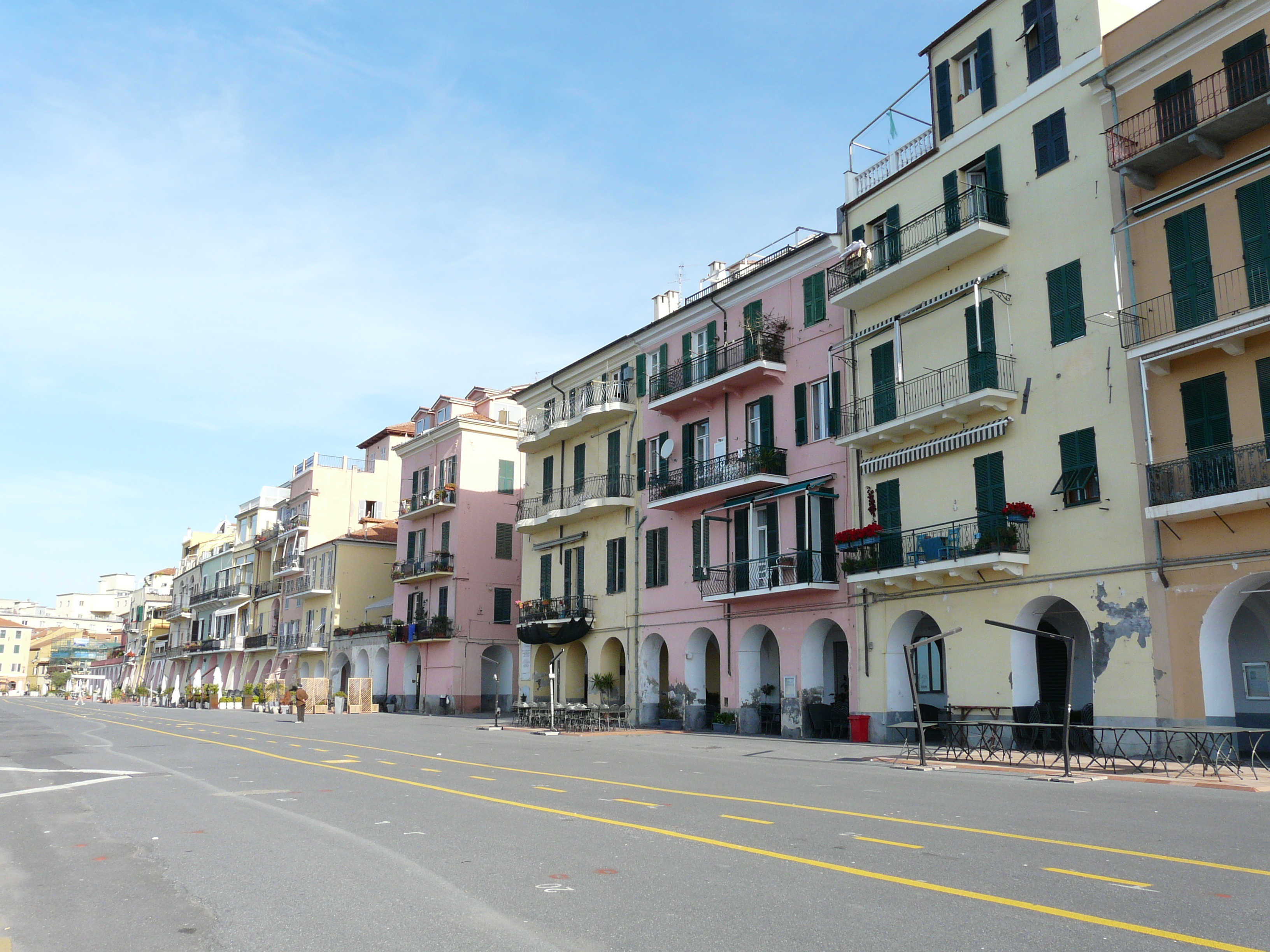
Portul Oneglia (calata Cuneo)

## Personalități
- Giulio Natta, chimist, laureat al Premiului Nobel pentru chimie (1963)
- Edmondo De Amicis, scriitor, jurnalist și pedagog
- Domenico Belgrano, tatăl lui Manuel Belgrano, general și luptător în mișcarea de indipendență Argentinei
- Andrea Doria, amiral
- Silvio Bonfante, partizan
- Felice Cascione, partizan și medic, cunoscut și pentru compunerea textului melodiei Fischia il vento (Vântul fluieră), una dintre cele mai cunoscute în movimentul partizan de Rezistența italiană
- Giovan Pietro Vieusseux, scriitor
- Claudio Scajola, politic și fost-ministru

## Localități înfrățite
- Rosario, Provincia Santa Fe
- Friedrichshafen, Baden-Württemberg
- Newport, Rhode Island, Rhode Island

## Demografie
Imperia - evoluția demografică

|  | Graficele sunt indisponibile din cauza unor probleme tehnice. Mai multe informații se găsesc la Phabricator și la wiki-ul MediaWiki. |

Date: Recensăminte sau birourile de statistică - grafică realizată de Wikipedia